# Sử thông
Sử thông (chữ Hán: 史通) là tác phẩm sử học Trung Quốc do nhà sử học Lưu Tri Kỷ thời nhà Đường biên soạn. Tác phẩm nhấn mạnh về phương pháp biên soạn lịch sử của các sử gia trên cơ sở tổng kết những công trình sử học trước thời Đường của tác giả.

## Tác giả
Tác giả Sử thông là Lưu Tri Kỷ, đỗ tiến sĩ năm 680. Ông làm quan thời nữ hoàng Võ Tắc Thiên. Do tính tình ông quá thẳng thắn và nóng nảy nên hay mất lòng quan trên. Vì vậy suốt 19 năm ông không được thăng chức.
Năm 699, Lưu Tri Kỷ được điều về Tràng An tham gia biên soạn công trình "Tam giáo châu anh". Sau đó, ông bất mãn và cáo quan về quê, tự soạn bộ Sử thông nổi tiếng để lại cho đời sau.
Năm 710, Sử thông hoàn thành, danh tiếng của ông càng nổi. Ông lại được mời ra làm quan. Thời Đường Huyền Tông, ông được phong làm Tán kị thường thị. Ông qua đời năm 721, thọ 61 tuổi.

## Kết cấu
Sử thông có tổng cộng 20 quyển, chia thành 2 phần: nội thiên và ngoại thiên, mỗi phần 10 quyển.
Nội thiên của Sử thông gồm có 39 thiên, ngoại thiên gồm 13 thiên, tổng cộng là 52 thiên. Trong số các thiên này, có 3 thiên "thể thống", "Phì mậu", "trì trương" thuộc phần nội thiên đã bị thất lạc vào thời Tống, hiện nay chỉ còn 49 thiên. Ngoài ra, thiên "Tự lục" chính là mục lục của Sử thông.
| Nội thiên   |                                                                                       |
| Quyển       | Các thiên                                                                             |
| 1           | Lục gia                                                                               |
| 2           | Nhị thể, Tái ngôn, Bản kỷ, Thế gia, Liệt truyện                                       |
| 3           | Biểu lịch, Thư chí                                                                    |
| 4           | Luận tán, Tự lệ, Đề mục, Đoạn hạn, Biên thứ, Xưng vị                                  |
| 5           | Thái soạn, Tái văn, Bổ chú, Nhân tập, Ấp lý                                           |
| 6           | Ngôn ngữ, Phù từ, Tự sự                                                               |
| 7           | Phẩm tảo, Trực thư, Khúc bút, Giám thức, Thám trách                                   |
| 8           | Mạc nghĩ, Thư sự, Nhân vật                                                            |
| 9           | Hạch tài, Tự truyện, Phiền tỉnh                                                       |
| 10          | Tạp thuật, Biện chức, Tự tự, ba thiên Thể thống, Phì mậu và Trì trương bị thất truyền |
| Ngoại thiên |                                                                                       |
| Quyển       | Các thiên                                                                             |
| 11          | Sử quan kiến trí                                                                      |
| 12          | Cổ kim chính sử                                                                       |
| 13          | Nghi cổ                                                                               |
| 14          | Hoặc kinh, Thân tả                                                                    |
| 15          | Điểm phồn                                                                             |
| 16          | Tạp thuyết thượng                                                                     |
| 17          | Tạp thuyết trung                                                                      |
| 18          | Tạp thuyết hạ                                                                         |
| 19          | Hán thư ngũ hành chí thác ngộ, Hán thư ngũ hành chí tạp bác                           |
| 20          | Ám hoặc, Ngỗ thời                                                                     |

## Nội dung